# Keith Prowse International 1978
Keith Prowse International 1978, також відомий під назвою Chichester International,  — жіночий тенісний турнір, що проходив на відкритих трав'яних кортах Oaklands Park у Чичестер (Англія). Належав до турнірів категорії A в рамках Colgate Series 1978. Турнір відбувся увосьме і тривав з 12 червня до 16 червня 1978 року. Перша сіяна Івонн Гулагонг Коулі здобула титул в одиночному розряді й отримала за це 6 тис. доларів США.

## Фінальна частина

### Одиночний розряд
Івонн Гулагонг Коулі —  Пем Тігуарден 6–4, 6–4
- Для Гулагонг Коулі це був 6-й титул за сезон і 77-й — за кар'єру.

### Парний розряд
Пем Шрайвер /  Джанет Ньюберрі —  Мішелл Тайлер /  Івонн Вермак 3–6, 6–3, 6–4

## Розподіл призових грошей
| Дисципліна       | П      | F      | ПФ     | ЧФ   | 1/8  | 1/16 |
| Одиночний розряд | $6,000 | $3,000 | $1,800 | $900 | $600 | $325 |

## Нотатки
1. ↑  Турніри з призовими для жінок принаймні 35 тис. доларів.[1]